# Blackbirds at Bangpleng
Pour plus de détails, voir Fiche technique et Distribution.
Blackbirds at Bangpleng (กาเหว่าที่บางเพลง / Kawao tee Bangpleng) est un film thaïlandais de science fiction réalisé par Nirattisai Kaljareuk, sorti en 1994. Le scénario du film vient d'un roman de l'écrivain et politicien Kukrit Pramoj, inspiré du roman de John Wyndham intitulé The Midwich Cuckoos (1957) et de son adaptation en film Le Village des damnés (1960).

## Synopsis
Un village près de Sukothai fête Loi Kratong une nuit de pleine lune. Tout le monde fait des vœux (avoir un enfant, se marier après deux ans de travail à Bangkok...). Tout à coup apparaît un OVNI. Les gens sont paralysés et frappés par des rayons mystérieux. L'OVNI disparaît et personne ne s'en souvient. Le jour suivant, les 200 femmes du village, y compris les très jeunes, les vieillardes et les bonzesses, se mettent à vomir et sont diagnostiquées comme simultanément enceintes. Après seulement quelques mois de grossesse, elles accouchent toutes en même temps. Leurs enfants grandissent très vite : à 1 an, ils semblent avoir 4 ans. Ils sont très intelligents. Ils vont tous à l'école et apprennent à vitesse grand V. Mais ils sont très différents des autres enfants thaïs : ils ne jouent pas, ils regardent toujours en direction de la Lune ...

## Fiche technique
- Titre : Blackbirds at Bangpleng
- Titres alternatifs : กาเหว่าที่บางเพลง, Kawao tee Bangpleng, Kawao at Bangpleng
- Réalisation : Nirattisai Kaljareuk (Kanjareuk) (นิรัตติศัย กัลย์จาฤก)
- Scénario : Wanit Jaroonggitanum d'après une nouvelle de Kukrit Pramoj[1]
- Pays : Thaïlande
- Genre : Science fiction, Horreur
- Durée : 120 minutes
- Date de sortie : 1994

## Distribution
- Kullasatree Siripongpreeda :
- Sarunyu Wongkrachang :
- Hattaya Gatesung  :
- Passawut Maytanee  :
- Ruj Ronapop  :
- Surattana Khongtrakul  :